# 張任
張 任（ちょう じん、? - 213年）は、中国後漢末期の武将。益州蜀郡の人。

## 生涯
劉璋配下。元々は貧しい家の出だったが、文武に優れた能力を発揮して州の従事となった。
当時、隣の荊州を支配していた劉備が益州に攻め込んで来ると、冷苞や鄧賢たちと共に劉備軍を迎え撃ったが、涪（ふ）城で打ち破られたため雒（らく）城に退去した。雒城で劉循と共に籠城したが、金雁橋に出撃した際に再び劉備軍に敗れ、捕虜となってしまった。
劉備は彼の忠勇を高く評価し、何度も臣従を勧めた。しかし張任は「老臣は決して二君に仕えるつもりはない」と言い、決して降ろうとしなかった。そのため最期には首を刎ねられた。
劉備は敵ながら最後まで勇敢に戦い、忠義を曲げなかった張任に感服し、遺体を金雁橋の傍に埋葬して敬意を払った。
現在、「張任墓」が四川省広漢市北外郷に現存する。県級文物保護単位。しかし、1964年の発掘調査では元康6年の年号が書かれた磚が出土しており、晋代の別人の墓である可能性がある。

## 演義での張任
小説『三国志演義』の張任は正史と異なり老将の描写が無く、逆に正史に老将の明記が無い厳顔が老将として描かれている。また正史での忠義を評価されてか、劉璋陣営では非常に華々しい活躍をしている。
劉備の入蜀の際、同僚たちと共に劉備の危険性を説き入蜀に反対する（正史では厳顔が反対している）が、劉璋には聞き入れられていない。後に劉備軍の龐統が、宴会の席で劉璋を殺害しようと魏延に剣舞を舞わせた際、陰謀を察知し劉璋を守るため、魏延と共に舞うなど鴻門の会宛らの立ち回りを見せている。
また、劉備が益州征服の野心を露にしたときは、雒城に立て籠もって劉備軍を防ぎ、これを大いに苦しめている。その際、落鳳坡（現在の四川省徳陽市）で白馬（的盧であるとは、『演義』では明言されていない）に乗った龐統を射殺するなどの活躍をする。しかし後に、援軍として来た諸葛亮の計略により金雁橋に出撃させられた時、敗北し囚われの身になってしまう。
その後は正史と同じく、劉備に降伏を勧められるがそれを拒否する。劉備は張任を殺害するのを躊躇うが、最期は諸葛亮の進言を受け処刑している。